# Josef Forster (Mediziner)

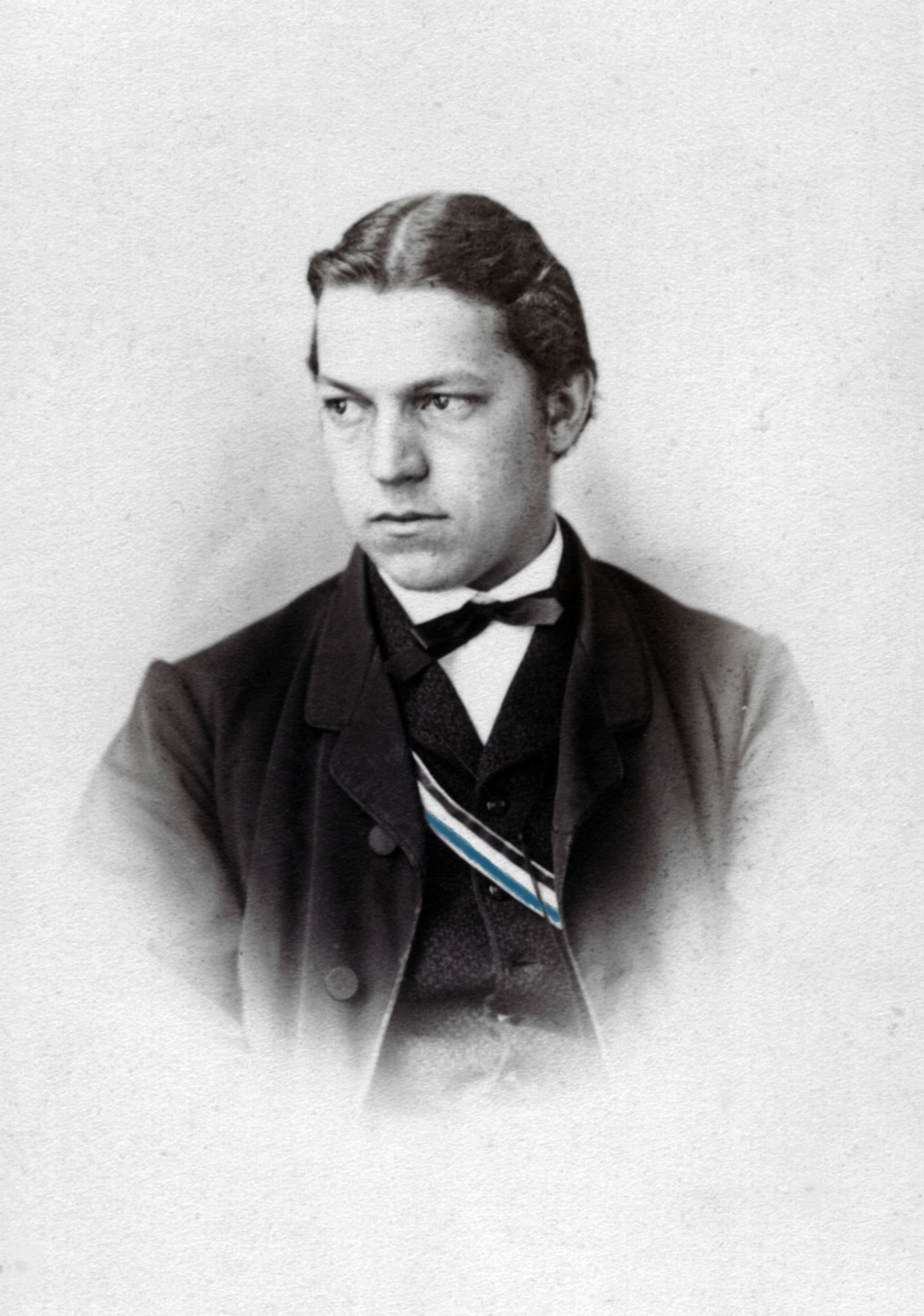
Josef Forster

Josef Forster (* 6. April 1844 in Nonnenhorn am Bodensee; † 12. Oktober 1910 in Straßburg, Reichsland Elsaß-Lothringen) war ein deutscher Bakteriologe, Hygieniker und Ernährungsphysiologe.

## Leben
Josef Forster studierte Medizin an der Ludwig-Maximilians-Universität München, wo er bei Max von Pettenkofer hörte. 1864 wurde er im Corps Suevia München aktiv. Als Inaktiver wechselte er an die Universität Leipzig. 1868 wurde er in München zum Dr. med. promoviert. Im Deutsch-Französischen Krieg diente er als Bataillonsarzt im Königlich Bayerischen 12. Infanterie-Regiment „Prinz Arnulf“. Er habilitierte sich 1874 in München für Hygiene und wurde Privatdozent. Ende 1878 erhielt er einen Ruf als Professor und Direktor an das neu errichtete Hygienische Institut der Universiteit van Amsterdam. 1896 wechselte er auf den Lehrstuhl für Hygiene und Bakteriologie der Kaiser-Wilhelms-Universität Straßburg. Dort war er Direktor des neuen Hygienisch-Bakteriologischen Instituts. 1898 wurde er von der University of Edinburgh zum Doctor of Laws  promoviert. Für das akademische Jahr 1903/04 wurde er zum Rektor der Universität Straßburg gewählt. In seiner Rektoratsrede befasste er sich mit Bakteriologie und Hygiene.
Forster arbeitete experimentell auf dem Gebiet der Ernährung des Menschen, der Hygiene der Nahrungsmittel und der Wohnungshygiene. Im Jahr 1873 veröffentlichte er seine Experimente, bei denen er festgestellt hatte, dass salzfrei ernährte Hunde und Tauben nach wenigen Monaten starben. In Straßburg sprach er 1901 zum Geburtstag von Wilhelm II. über das Essen. Seit 1883 gab er mit Max von Pettenkofer und Franz Adolf Hofmann das Archiv für Hygiene heraus.

## Ehrungen
- Militärverdienstorden (Bayern), Ritterkreuz (1870/71)
- Wahl in die Deutsche Akademie der Naturforscher Leopoldina (1883)[6]
- Mitglied der Königlich Niederländischen Akademie der Wissenschaften (1886)[7]
- Orden vom Niederländischen Löwen, Ritter (1893)

## Schriften
- Versuche über die Bedeutung der Aschenbestandtheile in der Nahrung. 1873.
- Ernährung und Nahrungsmittel. 1882, Band 1 des Handbuchs der Hygiene.
- Warum und was essen wir? Rück- und Ausblick in der Ernährungsfrage. 1901.